# Economia do conhecimento
A Economia do conhecimento é o uso do conhecimento (saber, saber-fazer, know-how, savoir-être) para gerar valores tangíveis e intangíveis. A tecnologia, e em particular, a tecnologia do conhecimento, ajuda a incorporar parte do conhecimento humano em máquinas. Este conhecimento pode ser usado por sistemas de apoio à decisão em vários campos para gerar valor econômico. Economias do conhecimento também são possíveis sem tecnologia.
O termo foi popularizado por Peter Drucker, como o título do Capítulo 12 de seu livro A Era da Descontinuidade (The Age of Discontinuity), (1969), que Drucker atribuiu ao economista Fritz Machlup, precursor da ideia de "gestão científica", desenvolvida por Frederick Winslow Taylor.
Além das economias intensivas em agricultura e das economias intensivas em trabalho, a economia global está em transição para uma "economia do conhecimento", como uma extensão de uma "sociedade da informação" na Era da informação liderada pela inovação. A transição requer que as regras e práticas que determinaram o sucesso na economia industrial precisem ser reescritas em uma economia globalizada e interconectada, na qual recursos de conhecimento, como segredos comerciais e expertise, são tão cruciais quanto outros recursos econômicos.
Portanto, "A economia do conhecimento surge como uma realidade representada pelas novas relações empresariais, produtivas e mercadológicas baseadas no conhecimento, em um mundo interconectado e globalizado. Por outro lado, trata-se de uma abstração, uma perspectiva teórico-conceitual, que busca entender os fenômenos econômicos dessa nova economia e sociedade. Deste último ponto de vista, busca-se elucidar questões e mecanismos referentes ao papel do conhecimento em nível micro e nível macro na economia, conforme as demandas industriais, dos consumidores, os mercados e suas implicações para países, empresas e para o ser humano."

## Conceitos
Um conceito-chave da economia do conhecimento é a de que o conhecimento e a educação (muitas vezes referida como "capital humano") pode ser tratada como um dos dois seguintes:
- Um produto comercial, como produtos e serviços intelectuais educacionais e inovadores, pode ser exportado para um retorno de alto valor.
- Um ativo produtivo.

Isto pode ser definido assim:
[P]roduction and services based on knowledge-intensive activities that contribute to an accelerated pace of technical and scientific advance, as well as rapid obsolescence. The key component of a knowledge economy is a greater reliance on intellectual capabilities than on physical inputs or natural resources.
A base inicial para a economia do conhecimento foi introduzida em 1966 no livro The Effective Executive, de Peter Drucker. Neste livro, Drucker descreveu a diferença entre o trabalhador manual (página 2) e o trabalhador do conhecimento. O trabalhador manual, segundo ele, trabalha com as mãos e produz bens ou serviços. Em contraste, um trabalhador do conhecimento (página 3) trabalha com sua cabeça, não com as mãos, e produz ideias, conhecimento e informação.
O principal problema na formalização e modelagem da economia do conhecimento é uma definição vaga de conhecimento, que é um conceito relativamente relativo. Por exemplo, não é apropriado considerar a sociedade da informação como intercambiável com a sociedade do conhecimento. A informação geralmente não é equivalente ao conhecimento. Seu uso, também, depende das preferências individuais e de grupo (veja o modelo cognitivo de IPK) que são "dependentes da economia".

## Evolução
A economia do conhecimento também é vista como o mais recente estágio de desenvolvimento da reestruturação econômica global. Até agora, o mundo desenvolvido passou de uma economia agrícola (era pré-industrial, principalmente o setor agrário) para a economia industrial (com a era industrial, principalmente o setor manufatureiro), para a economia pós-industrial / produção em massa (meados de 1900, em grande parte o setor de serviços) para a economia do conhecimento (final dos anos 1900 - 2000, em grande parte o setor de tecnologia / capital humano). Esta última etapa foi marcada pelos transtornos nas inovações tecnológicas e pela necessidade globalmente competitiva de inovação com novos produtos e processos que se desenvolvem a partir da comunidade de pesquisa (isto é, fatores de P&D, universidades, laboratórios, institutos educacionais).
Na economia do conhecimento, a força de trabalho especializada é caracterizada como alfabetizada em informática e bem treinada no tratamento de dados, no desenvolvimento de algoritmos e modelos simulados e na inovação de processos e sistemas. O professor da Harvard Business School, Michael Porter, afirma que a economia atual é muito mais dinâmica e que a vantagem comparativa é menos relevante do que a vantagem competitiva que se baseia em “fazer uso mais produtivo de insumos, o que exige inovação contínua". Carreiras STEM, incluindo cientistas da computação, engenheiros, químicos, biólogos, matemáticos e inventores científicos verão uma demanda contínua nos próximos anos Além disso, clusters bem situados, que Michael Porter argumenta serem vitais nas economias globais, conectam-se localmente com indústrias ligadas e outras entidades que são relacionadas por habilidades, tecnologias e outros insumos comuns e, portanto, o conhecimento é o catalisador e o tecido conectivo nas economias modernas.
Com os recursos naturais que se esgotam na terra, a necessidade de infraestrutura verde, um setor de logística forçado a fazer entregas just-in-time, uma crescente demanda global, a política reguladora governada por resultados de desempenho e uma série de outros itens, alta prioridade é colocada no conhecimento; e a pesquisa torna-se primordial. O conhecimento fornece o conhecimento técnico, resolução de problemas, avaliação e medição de desempenho e gerenciamento de dados necessários para a escala global trans-fronteiriça e interdisciplinar da competição de hoje.
Exemplos mundiais da economia do conhecimento estão ocorrendo, e entre outros incluem: o Vale do Silício, na Califórnia; engenharia aeroespacial e automotiva em Munique, Alemanha; biotecnologia em Hyderabad, Índia; eletrônica e mídia digital em Seul, Coreia do Sul; indústria petroquímica e energética no Brasil. Muitas outras cidades e regiões tentam seguir um paradigma de desenvolvimento orientado pelo conhecimento e aumentar sua base de conhecimento, investindo em instituições de ensino superior e de pesquisa, a fim de atrair mão de obra altamente qualificada e posicionar-se melhor na competição global. No entanto, apesar das ferramentas digitais democratizarem o acesso ao conhecimento, a pesquisa mostra que as atividades da economia do conhecimento permanecem tão concentradas como sempre nos núcleos econômicos tradicionais.
Tem sido sugerido que o próximo passo evolucionário após a economia do conhecimento é a economia de rede, onde o conhecimento relativamente localizado está agora sendo compartilhado entre e através de várias redes para o benefício dos membros da rede como um todo, para ganhar economia de escala em uma escala mais ampla, escala mais aberta. Foi hipotetizado que a evolução gradual da economia de rede criaria uma ordem econômica bem interconectada, que então começaria a se concentrar na paixão dos indivíduos, levando gradualmente a uma economia baseada na paixão.

## Forças motrizes
Há várias forças motrizes interligadas, que estão mudando as regras de competitividade empresarial e nacional:
- A globalização de mercados e produtos, que são e estão cada vez mais globais.
- Tecnologia da informação, que está relacionado aos três:
  - Informações/Conhecimento - Intensidade de produção eficiente, que depende de informações e know-how; muitos trabalhadores da fábrica usam suas cabeças mais do que suas mãos.
  - Novas Mídias – A nova mídia, aumenta a produção e distribuição do conhecimento que, por sua vez, resulta em inteligência coletiva. O conhecimento existente torna-se muito mais fácil de acessar como resultado de bases de dados em rede que promovem a interação on-line entre usuários e produtores.
  - Redes de computadores e Conectividade – Desenvolvimento de sistemas interconectados tais como a Internet, fazem a "aldeia global" estar cada vez mais próximo.

Como resultado, os bens e serviços podem ser desenvolvidos, comprados, vendidos, e, em muitos casos, até mesmo entregue em redes eletrônicas.
No que diz respeito às aplicações de qualquer nova tecnologia, isso depende de como ela atende à demanda econômica. Pode ser inócua ou gerar um grande avanço comercial.

## Características
Pode-se argumentar que a economia do conhecimento é diferente da economia tradicional em vários aspectos fundamentais:
- A economia não é de escassez, mas sim de abundância. Ao contrário da maioria dos recursos que são esgotados quando usados, as informações e o conhecimento podem ser compartilhados e, na verdade, crescer através da aplicação.
- O efeito da localização é
  - Diminuído, em algumas atividades econômicas: usando tecnologia e métodos apropriados, mercados virtuais e organizações virtuais que oferecem benefícios de velocidade, agilidade, operação ininterrupta e alcance global podem ser criados.
  - Ou, pelo contrário, reforçado em alguns outros campos econômicos, pela criação de clusters de negócios em torno de centros de conhecimento, como universidades e centros de pesquisa. No entanto, os clusters já existiam em tempos de economia pré-conhecimento.
- Leis, barreiras, impostos e formas de medir são difíceis de aplicar apenas em bases nacionais. Conhecimento e informação "vazam" para onde a demanda é mais alta e as barreiras são mais baixas.
- Produtos ou serviços aprimorados por conhecimento podem gerar prêmios de preço sobre produtos comparáveis com baixo conhecimento incorporado ou intensidade de conhecimento.
- Preço e valor dependem fortemente do contexto. Assim, a mesma informação ou conhecimento pode ter um valor muito diferente para pessoas diferentes, ou mesmo para a mesma pessoa em momentos diferentes.
- O conhecimento, quando bloqueado em sistemas ou processos, tem um valor inerente mais alto do que quando pode "sair pela porta" na cabeça das pessoas.
- O capital humano - competências - é um componente chave de valor em uma empresa baseada no conhecimento, embora poucas empresas relatem níveis de competência em relatórios anuais. Em contraste, o downsizing é frequentemente visto como uma medida positiva de "corte de custos".
- A comunicação é cada vez mais vista como fundamental para os fluxos de conhecimento . As estruturas sociais, o contexto cultural e outros fatores que influenciam as relações sociais são, portanto, de fundamental importância para as economias do conhecimento.

Essas características exigem novas ideias e abordagens dos formuladores de políticas, gestores e trabalhadores do conhecimento.
A economia do conhecimento tem múltiplas formas nas quais ela pode aparecer, mas há previsões de que a nova economia se estenderá radicalmente, criando um padrão no qual até as ideias serão reconhecidas e identificadas como uma mercadoria.

## Tecnologia
Os requisitos tecnológicos para um Sistema Inovador, conforme descrito pelo Instituto do Banco Mundial, devem ser capazes de disseminar um processo unificado pelo qual um método de trabalho pode convergir soluções científicas e tecnológicas e soluções organizacionais. De acordo com a definição do Instituto do Banco Mundial, essa inovação permitiria a visão do Instituto do Banco Mundial em seus Objetivos de Desenvolvimento do Milênio.

### Desafios para os países em desenvolvimento
O relatório da Comissão das Nações Unidas sobre Ciência e Tecnologia para o Desenvolvimento (UNCSTD, 1997) concluiu que, para os países em desenvolvimento integrarem com sucesso as TICs e o desenvolvimento sustentável para participarem da economia do conhecimento, precisam intervir coletiva e estrategicamente. Tal intervenção coletiva sugerida seria no desenvolvimento de políticas nacionais eficazes de TIC que apoiem o novo marco regulatório, promovam a produção de conhecimento selecionada e o uso de TICs e aproveitem suas mudanças organizacionais para estarem alinhadas com os Objetivos de Desenvolvimento do Milênio. O relatório sugere ainda que os países em desenvolvimento desenvolvam as estratégias e políticas de TIC requeridas para instituições e regulamentos, levando em conta a necessidade de responder às questões de convergência.